# ちょっといっぱい!
『ちょっといっぱい！』は、火曜による日本の漫画作品。『まんがタイムきららフォワード』（芳文社）にて2016年7月号から2023年5月号にかけて連載された。

## あらすじ
ひょんなことから「旬菜酒場 こはる屋」の新人バイトに間違えられ、それをきっかけに「こはる屋」で働くこととなった主人公・宮原もみじ。バイトを通じて、沢山の人たちとの出会いが待っているのであった。

## 登場人物
宮原 もみじ（みやはら もみじ）
一人暮らしをしながら学校に通う16歳の少女。誕生日は5月12日。ある日、定期を落とした帰り道に「旬菜酒場 こはる屋」の前に立ち寄った際、山吹ちゆりに新入りのバイトと間違えられたことをきっかけに、こはる屋で働くこととなる。亡くなった母方の祖母が居酒屋の女将をしていた。料理が得意であり、調理を担当することとなる。幼い頃はおちびのちーちゃんと呼ばれていた。
山吹 ちゆり（やまぶき ちゆり）
「こはる屋」の先輩バイト。背が低いためそうは見えないが17歳。誕生日は8月30日。料理が苦手なため、主に接客や買い出しを担当する。
そそっかしい所もあるようで、偶然立ち寄ったもみじを新人バイトと勘違いする一面も。
「紅梅女学院」という有名な学校に通っている。マンションに一人で暮らしているが、両親は仕事のため家を留守にする事が多い。
南部 皐月（なんぶ さつき）
「こはる屋」の店長。11月22日生まれの24歳。主に調理を担当する。凪との関係に悩むもみじにアドバイスしたりと面倒見の良い性格。初めてバイトした店がもみじの祖母の居酒屋であり、この居酒屋のような店を作りたいと思い「こはる屋」を始めた。
如月 真澄（きさらぎ ますみ）
「こはる屋」の従業員。6月6日生まれの24歳。主に食材の仕入れと接客を担当する。しかし無類の酒好きであり、二日酔いのまま出勤することもしばしば。
灯北大学経済学部に通う女子大生で、ゼミに在籍している。
藍川 凪（あいかわ なぎさ）
もみじのクラスメイト。誕生日は3月20日。長身の少女で、クラスのみんなと距離を置いていた。もみじはふとしたことから彼女に話しかけることになり、それがきっかけで少しずつもみじに心に開いていく。もみじを探して、「こはる屋」まで訪れる積極的な一面も。
ちゆりが休んでいた時に勇気を出して「こはる屋」の手伝いを申し出て、それを機にバイトとして働くこととなる。
星野　エリカ（ほしの　えりか）
もみじ2年生の春に入ってきた新人バイト。ギャル風の少女だが、中身はかなりのオタク。「推し」など、何かとオタク関連の言葉で表現する。
わかば俳句会
「こはる屋」の常連である老人たち。少なくとも20人以上はいるらしい。
高坂　瑞樹
もみじの母方の叔母。以前はもみじの祖母の居酒屋を手伝っており、皐月と知り合いである。
花園 ももか
「こはる屋」のライバルである「俵屋グループ」の社員。元々は偵察のために、「こはる屋」に来ていた。今ではすっかり入り浸り、来るたび会社への愚痴を吐いている。その過程で真澄と馬が合い、酒飲み仲間のような仲になっている。
五本木 稔
花園の上司で「俵屋グループ」のエリアマネージャー。皐月が「こはる屋」を立ち上げる前にお世話になっていた人物でもある。

## 書評
本作と同じく『まんがタイムきららフォワード』で『スローループ』を連載しているうちのまいこは「可愛いのは周知の事実…（中略）…線画の太さ、強弱、コマ割り、空白の使い方が非常にうまくて台詞が読みやすい。でも描き込む所は描き込んでるので見応えもある。」と本作の読みやすさを評価している。

## 書誌情報
- 火曜 『ちょっといっぱい！』 芳文社〈まんがタイムKRコミックス〉、全10巻[22]
  1. 2017年1月12日発売[23]、ISBN 978-4-8322-4793-2
  2. 2017年9月12日発売、ISBN 978-4-8322-4872-4
  3. 2018年5月11日発売、ISBN 978-4-8322-4946-2
  4. 2018年11月12日発売、ISBN 978-4-8322-4991-2
  5. 2019年6月12日発売、ISBN 978-4-8322-7099-2
  6. 2020年4月10日発売、ISBN 978-4-8322-7185-2
  7. 2020年12月10日発売、ISBN 978-4-8322-7234-7
  8. 2021年8月11日発売、ISBN 978-4-8322-7296-5
  9. 2022年9月12日発売、ISBN 978-4-8322-7393-1
  10. 2023年7月12日発売、ISBN 978-4-8322-7467-9